# Vatica chartacea
Vatica chartacea är en tvåhjärtbladig växtart som beskrevs av Peter Shaw Ashton. Vatica chartacea ingår i släktet Vatica och familjen Dipterocarpaceae. Inga underarter finns listade i Catalogue of Life.